# Tok Cut-Off

Modèle:Voir homonymies

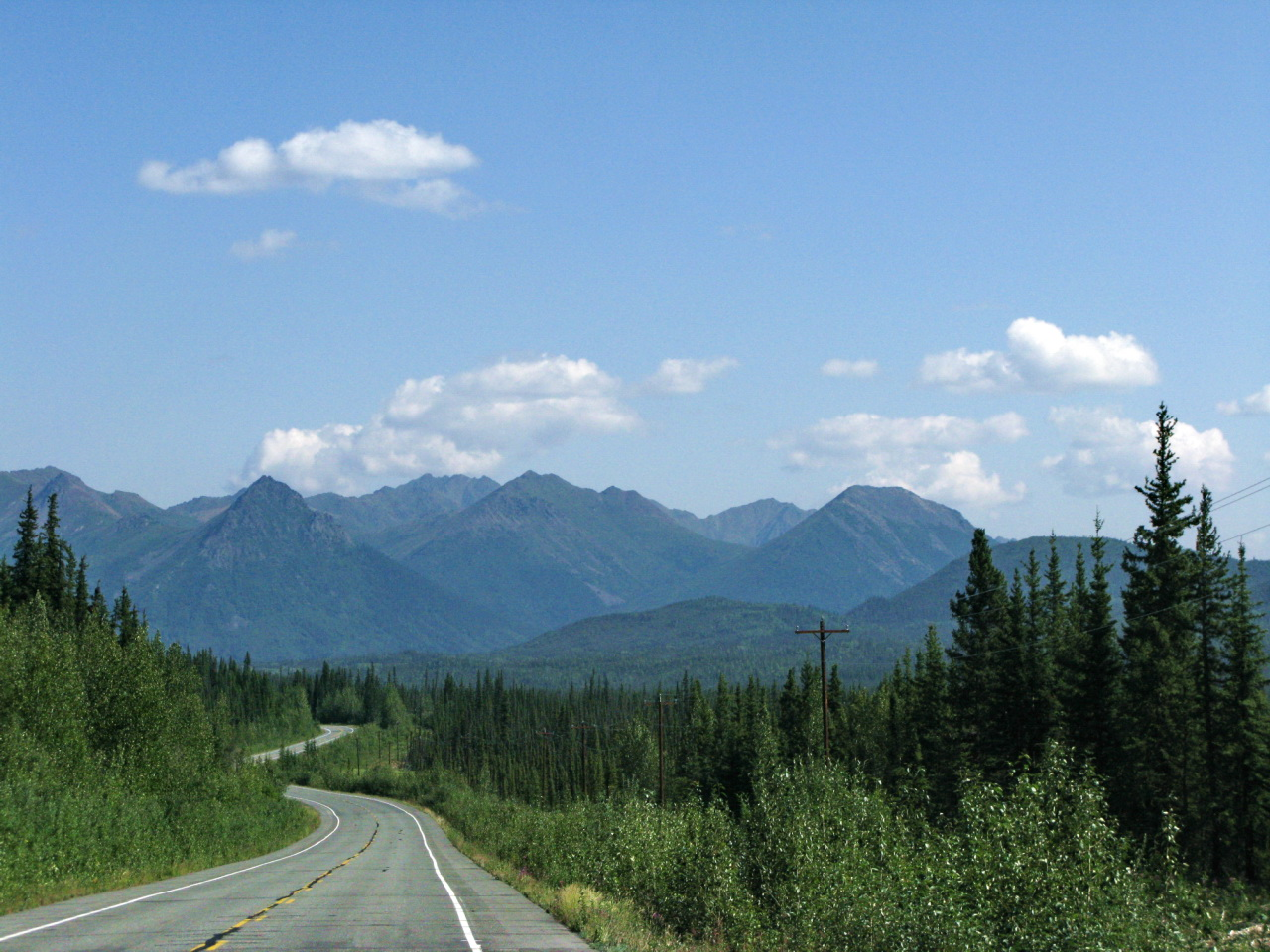
Tok Highway.

Tok Cut-Off est une route d'Alaska aux États-Unis de 200 kilomètres (124 mi) de long. Elle rejoint la Richardson Highway qui va de   Delta Junction jusqu'à Valdez en passant par Glennallen. 
Elle part de Gakona Junction, sur la Richardson Highway, à 23 kilomètres (14 mi) au nord de Glennallen, et rejoint Tok qui se trouve sur la Route de l'Alaska. Il s'agit donc d'un raccourci (cut-off) puisqu'elle permet aux voyageurs de rejoindre Valdez et Anchorage sans devoir passer par Delta Junction, le trajet autrement serait rallongé de 193 kilomètres (120 mi).
Sur la partie nord des Chugach Mountains, son tracé suit le cours de la rivière Copper.
La route a été construite entre 1940 et 1950, et est parfois considérée comme faisant partie de la Glenn Highway.

## Villes et lieux traversés
- Gakona Junction sur la Richardson Highway, au km 0
- Gakona, au km 4
- Chistochina, au km 53
- Slana et le Parc national de Wrangell-St. Elias, par la Nabesna Road, au km 96
- Mentasta Lake, au km 130
- Tok, au km 201